# ヤマガタタマキビ属
ヤマガタタマキビ属（Bembicium）は、オーストラリアの潮間帯の岩礁でふつうに見られる小型の巻貝である。貝殻はニシキウズガイに似た円錐形をしているが、軟体部は雌雄の別が発達した新生腹足類の形質を備えていて、タマキビ科 Littorinidaeに分類される。交尾をしてメスは卵嚢を育て、岩礁上に卵嚢を産む。種内で貝殻外観の違いが著しいため、種を確かめるには軟体部を調べる必要があり、特にオスのペニスの形状が種によって異なる。

## 種類
以下の種が知られる。
- Bembicium auratum (Quoy & Gaimard, 1834) コガネヤマガタタマキビ
- Bembicium flavescens (Philippi, 1851)
- Bembicium melanostoma (Gmelin, 1791)
- Bembicium nanum (Lamarck, 1822) クボガイナリヤマガタタマキビ
- Bembicium vittatum Philippi, 1846